# Oxycheilinus orientalis
Oxycheilinus orientalis är en fiskart som först beskrevs av Günther 1862.  Oxycheilinus orientalis ingår i släktet Oxycheilinus och familjen läppfiskar. IUCN kategoriserar arten globalt som livskraftig. Inga underarter finns listade i Catalogue of Life.